# إتش تي سي ديزاير آي
إتش تي سي ديزاير آي، (بالإنجليزية: HTC Desire Eye) هو هاتف ذكي يعمل بنظام أندرويد أصدرته شركة إتش تي سي في شهر نوفمبر من عام 2014.

## المواصفات

### الشاشة
شاشة بقياس 5.2 إنش بدقة عرض 1920 × 1080 بكسل، وبكثافة 424 بكسل في الإنش، ولديه تقنيات جهاز قياس التسارع وجهاز قياس الإضاءة وجهاز قياس التوازن وجهاز قياس البعد الذي يجعل الشاشة تنطفئ عندما يضع المستخدم السماعة على أذنه بهدف توفير الطاقة.

### المعالجة والنظام والذاكرة
الجهاز يعمل بنظام أندرويد 4.4، أما المعالج فهو Snapdragon 801 من عائلة كوالكوم بسرعة 2,3 غيغاهرتز رباعي النوى، والجهز يأتي بذاكرة رام تصل سعتها لـ2 غيغابايت، وذاكرته الداخلية سعتها 16غيغابايت وهو قادر على استقبال ذاكرة تصل سعتها إلى 128 غيغابايت.

### الكاميرا
تأتي الكاميرا بدقة 13 ميغابكسل مع فلاش يعمل بالديود الضوئي، وبتكبير رقمي قدره يصل إلى 4 مرات، و 30 لقطة فيديو في الثانية، وكاميرا أمامية بدقة 13 ميغابكسل ومزودة بفلاش كذلك، ومن مميزات الكاميرا تحديد الوجه والتركيز الآلي.

### الصوتيات
الجهاز يملك مشغل موسيقى هو Android media player، ويحمل تقنيات إم بي 3 و Mp4 و WAV و WMV، وهو قادر على التسجيل الصوتي، ومن مميزاته تقنية BoomSound ومكبر صوت ستيريو.

### الإنترنت
متصفح الإنترنت في الجهاز هو Android Browser، ومن تقنيات التواصل MMS (إرسال واستلام الوسائط عبر الهاتف) و POP3 (بروتوكول مكتب البريد).

### الاتصال
الجهاز قادر على الاتصال بتقنية الجيل الرابع، وفيه تقنية واي فاي، ولديه بلوتوث من الإصدار الرابع، و يو إس بي من الإصدار الثاني، ومدخل سماعة الرأس قطره 3,5 مليمتر، ومن تقنيات الاتصال الواي فاي ثنائي الحزمة، ويكون بالتغيير بين الترددين 2,4 غيغاهرتز و 5 غيغا هرتز ويختار أقلهما ازدحاما، مما يؤدي لزيادة سرعة التصفح.

### جسم الجهاز
كتلة الجهاز 154 غرام، وأبعاده هي 151,7 × 73,8 × 8,5 ملي متر، وهو مغلف بطبقة زجاج غوريلا من الإصدار الثالث المقاومة للخدش.

### باقي المواصفات
بطارية الجهاز بقوة 2400 ملي أمبير، ويشغل راديو إف إم.